# پرداخت مهمان
پرداخت مهمان (به انگلیسی: Paying Guest) فیلمی هندی محصول سال ۱۹۵۷ و به کارگردانی سوبده موکرجی است. در این فیلم بازیگرانی همچون دو آناند، نوتان و شوبا خوته ایفای نقش کرده‌اند.